# 瓦莱共和国
瓦莱共和国（法語：République du Valais，法語發音：[ʁepyblik dy valɛ]）是拿破仑·波拿巴于1802年9月5日将瓦莱州从海尔维第共和国分离出来而建立的姊妹共和国之一，目的是能够更容易地控制阿尔卑斯山的通道。1810年12月13日，拿破仑将瓦莱共和国的领土并入法兰西帝国，瓦莱共和国宣告终结。